# Луховиці (футбольний клуб)
Футбольна команда «Луховиці» (Луховиці) або просто «Луховиці» (рос. Футбольная команда «Луховицы» Луховицы) — російський футбольний клуб з міста Луховиці Московської області.

## Хронологія назв
- 1968—1991 — «Спартак»
- 1992—1993 — «Сокіл»
- 1994—2006 — «Спартак»
- 2007—2015 — «Луховиці»

## Історія
У 1968-1969 роках клуб «Спартак» (Луховиці) виступав у 9-й зоні РРФСР класу «Б». У першому сезоні команда посіла останнє, 15-е місце, а в другому стала 10-ю з 16-и команд. В історичному матеріалі на неофіційному сайті клубу наголошується, що футбол у містечку почав розвиватися на початку 60-х, а клуб до дебюту в класі «Б» грав на першість області. У 1970 році зона була розформована, а її учасники перейшли з загальносоюзних змагань у регіональні. У наступні роки клуб грав на першість області.
У 1992-1993 роках у КФК, в зоні «Центр Б» виступав клуб «Сокіл». У сезоні 1992 року «Сокіл» став 14-м з 15-и команд, наступного сезону — 3-м з 11-и. У 1995-1996 роках у КФК виступала луховицька команда під старою назвою «Спартак». Вона зайняла в 1995 році 2-е місце в зоні «Центр Б», а в 1996 — 2-е місце в зоні «Центр (Підмосков'я Б)».
У 1997 році клуб дебютував у професіональних змаганнях, а саме в третій лізі, де посів 11-е місце з 21-ї команди. Цей сезон став останнім в історії третьої ліги, а частина її клубів, у тому числі й «Луховиці», перейшла до другого дивізіону, інша ж частина — в аматорські змагання. У другому дивізіоні, в зоні «Центр», клуб провів 11 сезонів (1998-2008), найкращий результат — 3-є місце (2007, 2008).
У 2009 році через фінансові причини втратив професіональний статус і був заявлений в групу Б зони «Підмосков'ї» МРО Центр ЛФЛ. У січні 2015 року ФК «Лохвиця» припинив існування. У травні 2016 роки команда «Луховиці» була відновлена й виступила в Першості Московської області з футболу серед чоловічих команд Першої групи 2016 у зоні Г.

## Статистика виступів
| Рік       | Турнір                                       | Місце | Іг | В  | Н  | П  | Г     | О  |
| --------- | -------------------------------------------- | ----- | -- | -- | -- | -- | ----- | -- |
| 1995      | Першість КФК, Зона «Центр», Група Б          | 2     | 20 | 12 | 5  | 3  | 43-27 | 49 |
| 1996      | Першість КФК, Зона «Підмосков'я», Група Б    | 2     | 22 | 16 | 4  | 2  | 41-13 | 52 |
| 1996      | Першість КФК, Зона «Підмосков'я», Група Б    | 2     | 22 | 16 | 4  | 2  | 41-13 | 52 |
| 1997      | Третя ліга, третя зона                       | 11    | 40 | 17 | 5  | 18 | 59-53 | 56 |
| 1998      | Другий дивізіон, зона «Центр»                | 8     | 40 | 17 | 13 | 10 | 55-39 | 64 |
| 1999      | Другий дивізіон, зона «Центр»                | 14    | 36 | 11 | 5  | 20 | 42-65 | 38 |
| 2000      | Другий дивізіон, зона «Центр»                | 19    | 38 | 7  | 13 | 18 | 23-44 | 34 |
| 2001      | Другий дивізіон, зона «Центр»                | 10    | 38 | 12 | 10 | 16 | 35-42 | 46 |
| 2002      | Другий дивізіон, зона «Центр»                | 10    | 38 | 14 | 11 | 13 | 31-36 | 53 |
| 2003      | Другий дивізіон, зона «Центр»                | 9     | 36 | 16 | 7  | 13 | 38-32 | 55 |
| 2004      | Другий дивізіон, зона «Центр»                | 10    | 32 | 11 | 7  | 14 | 31-39 | 40 |
| 2005      | Другий дивізіон, зона «Центр»                | 4     | 34 | 19 | 8  | 7  | 50-22 | 65 |
| 2006      | Другий дивізіон, зона «Центр»                | 7     | 34 | 13 | 10 | 11 | 40-35 | 49 |
| 2007      | Другий дивізіон, зона «Центр»                | 3     | 30 | 19 | 4  | 17 | 50-28 | 61 |
| 2008      | Другий дивізіон, зона «Центр»                | 3     | 34 | 20 | 7  | 7  | 52-29 | 67 |
| 2009      | Третій дивізіон, Зона «Підмосков'я», група Б | 2     | 28 | 22 | 3  | 3  | 71-13 | 69 |
| 2010      | Третій дивізіон, Зона «Підмосков'я», група А | 7     | 30 | 12 | 8  | 10 | 50-49 | 44 |
| 2011/2012 | Третій дивізіон, Зона «Підмосков'я», група А | 11    | 42 | 11 | 5  | 26 | 48-90 | 38 |
| 2012/2013 | Третій дивізіон, Зона «Підмосков'я», група А | 11    | 17 | 5  | 6  | 6  | 25-27 | 21 |
| 2013      | Третій дивізіон, Зона «Підмосков'я», група А | 6     | 30 | 13 | 5  | 12 | 47-48 | 44 |
| 2014      | Третій дивізіон, Зона «Підмосков'я», група А | 9     | 28 | 8  | 7  | 13 | 46-55 | 31 |
| 2016      | Першість Московської області, зона Г         | 5     | 16 | 6  | 2  | 9  | 27-47 | 19 |

## Відомі гравці
- Владислав Кисельов
- Микола Марков